# Средиземноморский биосферный резерват
Средиземноморский биосферный резерват (англ. Intercontinental Biosphere Reserve of the Mediterranean) — биосферный резерват в Марокко и Испании. Первый резерват, расположенный на двух континентах, основан в 2006 году.

## Физико-географическая характеристика
В базе данных всемирной сети биосферных резерватов нет информации о точных координатах и площади резервата. По данным МСОП его площадь составляет 8 914,35 км², резерват расположен в южной Андалусии (Испания) и на севере Марокко. Испанская часть резервата включает в себя западную часть провинции Кадис и восточную Малаги.
Большая часть территории расположена в гористой местности с высокими крутыми скалистыми горами на севере, пологими склонами средней высоты на юго-западе, которые постепенно опускаются к проливу, для которого характерны дюны и топи. Такое разнообразие рельефа обуславливает значительное биоразнообразие региона.

## Взаимодействие с человеком
Общее численность населения, проживающего на испанской территории резервата составляет около 127 тысяч человек, которые проживают в 61 муниципалитете. Около 60 % резервата являются природоохранными территориями.